# سیارک ۱۰۴۱۳
سیارک ۱۰۴۱۳ (به انگلیسی: 10413 Pansecchi، نامگذاری:1997YG20) ده هزار و وچهارصد و سیزدهمین سیارک کشف شده‌است که در ۲۹ دسامبر ۱۹۹۷ کشف شد.
قدر مطلق سیارک برابر ۱۲٫۸۰ است.